# 플리머스 바라쿠다

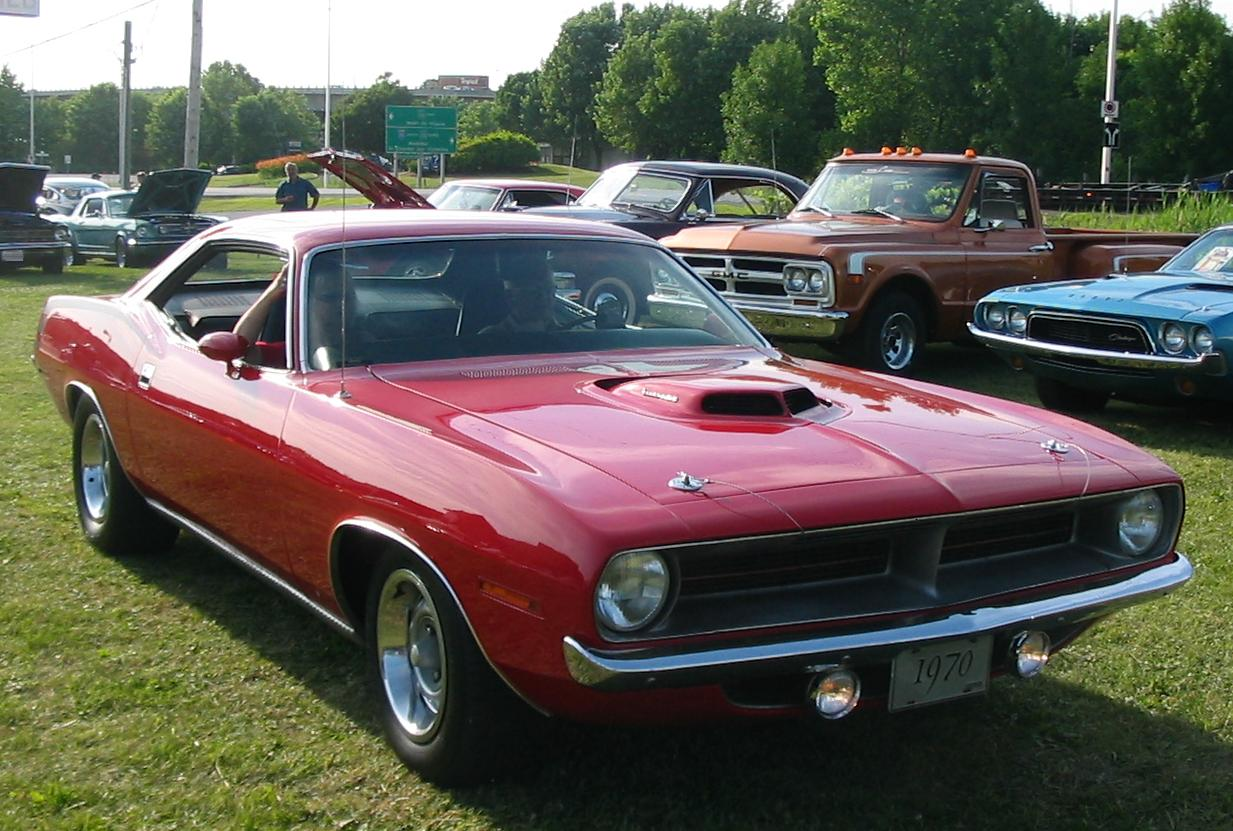

플리머스 바라쿠다(Plymouth Barracuda)는 1964년부터 1974년까지 플리머스가 제조한 2도어 포니카이다.
1세대 바라쿠다는 크라이슬러 A 플랫폼 바디에 기반을 두었으며 1964년부터 1966년까지 생산되었다.
2세대 바라쿠다는 상당한 디자인 변경이 이루어졌다. 1967년부터 1969년까지 생산되었다.
3세대는 1970년부터 1974년까지 체슬리 E 플랫폼 기반으로 생산되었다.